# التحصیل
التحصیل کتابی فلسفی از بهمنیار است که برای دائی خود و به زبان عربی(زبان رسمی آن روزگار ایران) نوشته است. این کتاب عصاره آرای استاد بهنمیار یعنی ابن سینا در دو کتاب شفا و نجات است و خود می گوید این کتاب برای کسی است که دانشنامه علائی استادم را خوانده باشد. التحصیل با تحقیق و به کوشش مرتضی مطهری توسط انتشارات دانشگاه تهران به چاپ رسیده است.
همچنین ترجمه ای کهن از این اثر نیز در دست می باشد.